# Chants de l'Église de Rome: Vêpres du jour de Pâques
Chants de l'Église de Rome: Vêpres du jour de Pâques es un álbum de música medieval grabado por el Ensemble Organum, bajo la dirección de Marcel Pérès. Fue grabado en el año 1996 y publicado en 1998.

## Pistas
1. "Ad processionem" (Kyrie Eleison) - 5'17
2. "Alleluia" (Antiphona) / "Dixit Dominus" (Psalmus) / "Alleluia" (Antiphona) - 3'09
3. "Alleluia" (Antiphona) / "Confitebor" (Psalmus 110) / "Alleluia" (Antiphona) - 3'43
4. "Alleluia" (Antiphona) / "Dominus regnavit" (Versus) / "Parata sedes tua" (Versus) / "Elevaverunt flumina" (Versus) - 7'49
5. "Alleluia" (Antiphona) / "Beatus vir" (Psalmus 111) / "Alleluia" (Antiphona) - 3'47
6. "Alleluia" (Antiphona) / "Pascha nostrum" (Versus) / "Epulemur" (Versus) / "Alleluia" (Antiphona) - 9'10
7. "Cito euntes" (Responsorium) / "Ecce precedet vos" (Versus) - 1'24
8. "Concede quesumus" (Oratio) - 1'11
9. "In die resurrectionis" (Responsorium) / "Congregabo gentes" (Versus) - 2'53
10. "Alleluia" (Antiphona) / "Laudate pueri" (Psalmus 112) / "Alleluia" (Antiphona) - 4'06
11. "Alleluia" (Antiphona) / "O Kyrios evasileosen" (Versus) / "Ke gar estereosen" (Versus) - 5'34
12. "Venite et videte" (Responsorium) / "Surrexit enim sicut dixit" (Versus) - 1'40
13. "Presta quesumus" (Oratio) - 1'27
14. "Vidi aquam" (Antiphona) - 2'09
15. "Alleluia" (Antiphona) / "In exitu Israël" (Psalmus 113) / "Alleluia" (Antiphona) - 6'48
16. "Alleluia" (Antiphona) / "Venite exultemus" (Versus) / "Preoccupemus faciem eius" (Versus) - 6'15
17. "Scio quod Hiesum" (Antiphona) / "Magnificat" (Canticum) / "Alleluia" (Antiphona) - 4'21
18. "Presta quesumus" (Oratio) - 1'22
19. "Expurgate etus fermentum" (Responsorium) / "Non in fermento veteri" (Versus) - 6'05

## Intérpretes
- Marcel Pérès (director)
- Lycourgos Angelopoulos
- Christian Barrier
- Malcolm Bothwell
- Jean-Christophe Candau
- Jean-Étienne Langianni
- Damien Poisblaud
- Frédéric Richard
- Antoine Sicot

## Información adicional
- Referencias:
  - 1998 - Harmonia Mundi HMC 90 1604
  - 2005 - Harmonia Mundi "musique d'abord" HMA 1951604
- Grabación: noviembre de 1996 en la Abadía de Sylvanès (Aveyron)
- Ingeniero de sonido: Jean-Martial Golaz